# Хаапсалу (аэродром)
Ха́апсалу (эст. Haapsalu) — военный аэродром в уезде Ляэнемаа Эстонии, расположенный на южной окраине города Хаапсалу. Также встречается название Унгра ; в настоящее время часто нередко называют Килтси — по расположенному рядом посёлку.

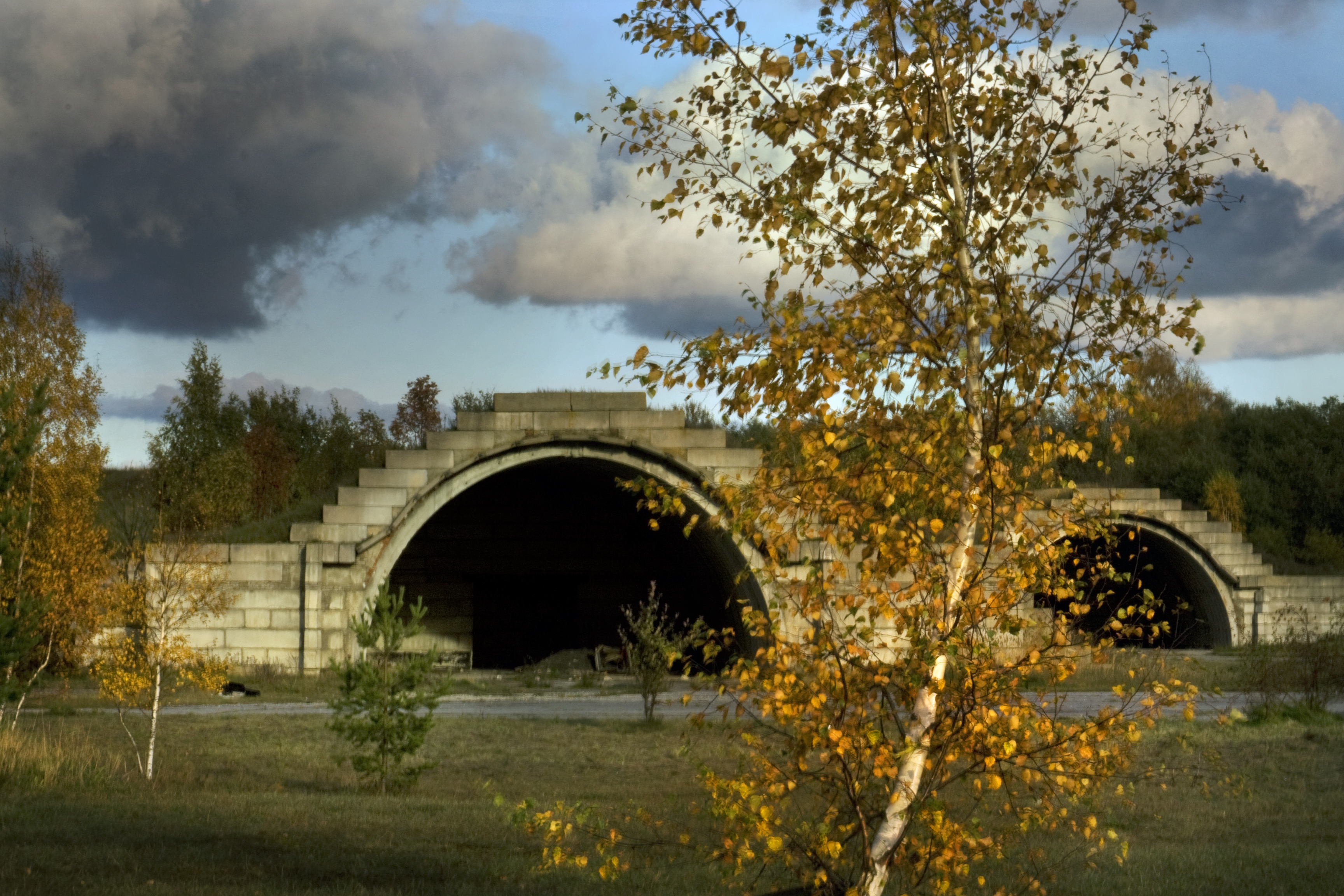
Бывшие укрытия для самолетов на аэродроме

## Современное состояния
В настоящее время заброшен.

## Предвоенный период иВеликая Отечественная война
Аэродром построен в 1939-м году вошедшими на территорию Эстонии частями Красной Армии. Изначально имел грунтовое покрытие. С июля 1940 года здесь базировался 35-й скоростной бомбардировочный авиаполк (35 сбап), 50 бомбардировщиков СБ. С октября 1940 года 35-й сбап переместился на аэродром Тарту, а на аэродром в декабре 1940 года приземлились самолёты 50-го скоростного бомбардировочного авиаполка (50 сбап). С началом войны 22 июня 1941 года полк перелетел на аэродром Платоне под Митавой.
Об использовании аэродрома в ходе Великой Отечественной войны 1941—1944 годов сведений не имеется.
7 января 1945 года на аэродроме приземлились истребители Як-9 14-го гвардейского истребительного авиаполка из состава 275-й Пушкинской Краснознамённой истребительной авиационной дивизии. В боях полк больше участия не принимал.

## Послевоенный период (СССР)
Базировавшийся на аэродроме 14-й гвардейский истребительный авиационный Ленинградский Краснознамённый ордена Суворова полк имени А. А. Жданова летал на самолётах Як-9, Як-9У, МиГ-15 и МиГ-17. С 15 августа 1957 года был перебазирован в состав Южной группы войск в Венгрию.
В октябре 1956 года из 24-й воздушной армии Группы Советских войск в Германии в составе 123-й истребительной авиационной дивизии передислоцирован 417-й истребительный авиационный полк на самолётах МиГ-17. Полк входил в состав 123-й истребительной авиационной дивизии 30-й воздушной армии Прибалтийского военного округа. 29 августа 1959 года полк расформирован вместе со 123-й истребительной авиационной дивизией в 30-й воздушной армии Прибалтийского военного округа на аэродроме..
С 1970 года на аэродром был перебазирован 425-й истребительный авиационный полк ПВО, входивший в систему ПВО. Полк имел на вооружении самолёты МиГ-19 Р, П, С, СВ (1957—1977 гг.) и с 1977 года МиГ-23М и МЛД. В связи с распадом СССР в декабре 1992 года полк был расформирован, лётное поле передано местным властям.

## В независимой Эстонии
С 1991 по 1993 годы производился вывод Российских войск из Эстонии. Лётное поле и казарменная зона были переданы Союзу обороны Эстонии — Kaitseliit, жилая зона — городу Хаапсалу. В настоящее время по назначению аэродром не используется.